# 799
799(칠백구십구)는 798보다 크고 800보다 작은 자연수다.

## 수학
- 합성수로, 그 약수는 1, 17, 47, 799다. 진약수의 합은 65이므로, 799는 부족수다.
- {\displaystyle 93^{8}-1}은 799로 나누어떨어진다.

## 과학
- NGC 799: 고래자리 방향에 있는 막대나선은하.
- 799 구둘라(영어판): 소행성.

## 교통
- 팬아메리칸 월드 항공 799편 추락 사고(영어판) (1968년)

## 군사
- 799 해군 항공대(영어판): 과거 존재한 영국의 해군 항공대.

## 문화유산
- 대한민국의 보물 제799호: 공주 마곡사 오층석탑

## 기타
- 연도: 799년, 기원전 799년